# Alessandro Morelli
Alessandro Morelli (Vizzolo Predabissi, 9 maggio 1977) è un giornalista e politico italiano, dal 2 novembre 2022 sottosegretario di Stato alla Presidenza del Consiglio dei ministri con delega alla programmazione e al coordinamento della politica economica nel governo Meloni.
È stato direttore di Radio Padania da dicembre 2013 a marzo 2018, deputato alla Camera dal 23 marzo 2018 al 12 ottobre 2022 per la Lega per Salvini Premier e viceministro delle infrastrutture e della mobilità sostenibili dal 1º marzo 2021 al 22 ottobre 2022 nel governo Draghi.

## Biografia
Nato a Vizzolo Predabissi, piccolo comune della provincia di Milano, ma residente a Milano, ha conseguito il diploma di maturità all'istituto tecnico agrario. Successivamente si è iscritto alla facoltà di scienze delle produzioni animali dell'Università di Milano, senza tuttavia conseguire la laurea.
Nel 2004 diventa giornalista pubblicista; da dicembre 2013 a marzo 2018 è stato direttore di Radio Padania Libera, l'emittente radiofonica della Lega Nord; inoltre dal 2016 è direttore de Il Populista, il blog di Matteo Salvini.

## Attività politica

### Gli inizi a Milano
Appassionato di politica fin da giovanissimo, alle elezioni amministrative del 1997 viene eletto consigliere del Municipio 5 di Milano, a soli vent’anni, venendo rieletto anche alle amministrative del 2001 e del 2006.
Dal 18 giugno 2010 al 15 maggio 2011 è stato assessore al Turismo, Marketing Territoriale, Identità nella giunta comunale di Milano della sindaca di centro-destra Letizia Moratti.

### Consigliere comunale di Milano
Alle amministrative del 2011 viene eletto al consiglio comunale di Milano, divenendo poi capogruppo della Lega Nord sotto l'amministrazione comunale di Giuliano Pisapia; alle amministrative del 2016 viene nuovamente rieletto consigliere comunale, rimanendo in carica fino al 2021.
Alle elezioni politiche del 2013 è stato candidato alla Camera dei deputati, tra le liste della Lega Nord nella circoscrizione Lombardia 1, risultando tuttavia il primo dei non eletti.

### Deputato e Presidente della Commissione Trasporti
Alle elezioni politiche del 2018 viene ricandidato alla Camera, tra le liste della Lega per Salvini Premier nel collegio plurinominale Lombardia 1 - 03, venendo questa volta eletto deputato. Nella XVIII legislatura della Repubblica è stato componente della Commissione parlamentare di vigilanza RAI, oltreché membro e, dal 21 giugno 2018 al 29 luglio 2020, presidente della 9ª Commissione Trasporti, poste e telecomunicazioni, dove da presidente della Commissione Trasporti ha firmato una proposta di legge per ottenere che almeno un terzo della programmazione italiana delle radio fosse dedicata alle canzoni italiane.

### Viceministro alle Infrastrutture e ai trasporti
Il 25 febbraio 2021 viene indicato dal Consiglio dei Ministri come viceministro delle infrastrutture e dei trasporti assieme a Teresa Bellanova (Italia Viva) nel governo Draghi, che viene rinominato infrastrutture e della mobilità sostenibili, entrando in carica dal 1º marzo.
Alle elezioni politiche anticipate del 2022 viene candidato al Senato della Repubblica, tra le liste della Lega per Salvini Premier nel collegio plurinominale Lombardia - 02 in terza posizione, risultando eletto senatore, subentrando al capolista Matteo Salvini che ha optato per il collegio plurinominale Puglia - 01 e alla seconda in lista Giulia Bongiorno eletta nel collegio uninominale Lazio - 03 (Roma - Municipio V). Nella XIX legislatura è componente della 8ª Commissione Ambiente, transizione ecologica, energia, lavori pubblici, comunicazioni, innovazione tecnologica, venendo sostituito per l'incarico di governo che occupa da Manfredi Potenti.

### Sottosegretario di Stato al DIPE
Con la vittoria della coalizione di centro-destra alle politiche del 2022 e la seguente nascita del governo presieduto da Giorgia Meloni, il 31 ottobre 2022 viene indicato dal Consiglio dei Ministri come sottosegretario di Stato alla Presidenza del Consiglio dei ministri con delega alla programmazione e al coordinamento della politica economica nel governo Meloni, entrando in carica dal 2 novembre seguente.